# 葉泰
葉泰（1493年—？），字道亨，雲南雲南後衛官籍，浙江仁和縣人，明朝政治人物。

## 生平
正德十四年（1519年）己卯科雲貴鄉試第四十六名舉人。正德十六年（1521年）中式辛巳科會試第三百三十九名，登第三甲第二百名進士。歷官刑部主事，嘉靖十四年（1535年）十一月改授監察御史，世宗不允，仍原任管事。十五年六月升光禄寺寺丞，十月以张延龄案逮下镇抚司狱，

## 家族
曾祖葉荀；祖父葉琇；父葉在，母曹氏。重庆下。